# Religió a l'antiga Roma
La religió a l'antiga Roma consistia en diverses pràctiques religioses que eren seguides tant pel poble de Roma com per aquells pobles que van quedar sota el seu domini. Els romans es consideraven altament religiosos i atribuïen el seu èxit polític i militar a la pietat col·lectiva (pietas) que els feia mantenir bones relacions amb els déus.
La presència d'una població grega a la península Itàlica des de l'inici del període històric va influir en la cultura romana, introduint algunes pràctiques religioses després es van convertir en fonamentals, com ara el culte a Apol·lo. Els romans van buscar punts en comú entre els seus déus principals i els dels grecs (interpretatio graeca), adaptant els mites i la iconografia dels grecs a la literatura llatina i a l'art romà, tal com havien fet també els etruscs. La religió etrusca va influir a la romana especialment en la pràctica dels auguris, que s'usaven per buscar per buscar la voluntat dels déus. Segons les llegendes, la majoria de les institucions religioses de Roma es podien remuntar als seus fundadors, en particular a Numa Pompili, el segon rei sabí de Roma, que segons la tradició parlava directament amb els déus. Aquesta religió arcaica va ser la base del mos maiorum, «els costums dels avantpassats» o simplement «la tradició», que era una part fonamental de la identitat romana.
La religió romana era pràctica i contractual, basada en el principi del do ut des, «Jo dono perquè tu puguis donar». La religió depenia del coneixement i de la pràctica correcta de l'oració, dels rituals i dels sacrificis, no de la fe o del dogma, encara que a la literatura llatina es conserven escrits especulatius sobre la naturalesa de les coses divines i la seva relació amb els afers humans. Fins i tot els més escèptics de l'elit intel·lectual de Roma, com Ciceró, que era àugur, veien la religió com una inspiració de l'ordre social. A mesura que l'Imperi Romà es va expandir, els que arribaven a la capital portaven els seus cultes locals propis. El cristianisme va ser finalment el que més èxit va tenir d'aquests cultes, i l'any 380 es va convertir en la religió oficial de l'estat.
Per als romans corrents, la religió era una part de la vida quotidiana. Cada casa tenia un santuari domèstic on s'oferien oracions i libació a les divinitats domèstiques de la família. Santuaris de barri i llocs sagrats com fonts i arbredes esquitxaven la ciutat. El calendari romà s'estructurava al voltant de les observacions religioses. Dones, esclaus i nens participaven en la majoria d'activitats religioses. Alguns rituals públics només podien ser realitzats per dones, i les dones formaven part del que potser és el sacerdoci més famós de Roma, les vestals, que tenien el suport de l'estat, i que van cuidar del foc sagrat de Roma durant segles, fins que es van dissoldre sota la dominació cristiana.
Els déus primitius romans eren en realitat manifestacions de la voluntat divina; no tenien representacions artístiques i rebien el nom de numina. Més tard els déus es van representar amb formes antropomorfes, sobretot per influència grega. Després dels primers contactes amb els grecs hi van assimilar molta de la mitologia, canviant els noms als déus.

## Politeisme
La mitologia romana representa el conjunt de déus i creences de procedència diversa que integraven el pensament religiós a l'antiga Roma. Inicialment consistia en la creença en una sèrie de déus amb funcions específiques, i amb sacerdots associats, però sense les narracions llegendàries característiques de la mitologia grega. Els més venerats eren Júpiter, Minerva i Juno. En honor d'ells construïen temples i oferien sacrificis d'animals. L'emperador era adorat com un déu i a tot l'Imperi es practicava el culte imperial.
Els romans també veneraven, a casa, els déus protectors de la llar i de la família: a cada casa hi havia un altar dedicat a aquests déus (Manes i Lares). A més, els romans eren molt supersticiosos i, abans de prendre una decisió, consultaven la voluntat dels déus, expressada per mitjà dels oracles.

### Les festes religioses

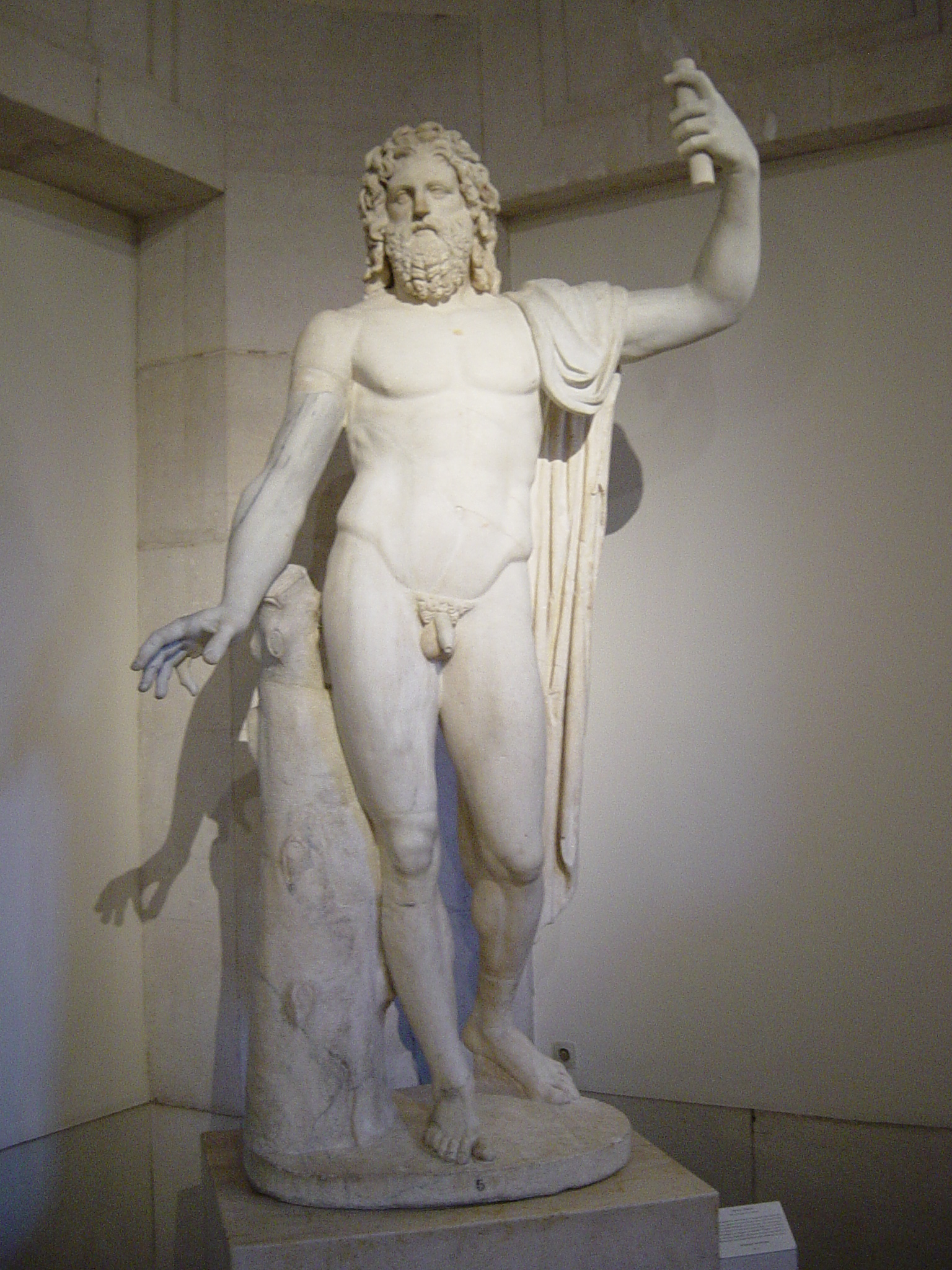
Estàtua de Júpiter (Museo del Prado, Madrid)

El calendari religiós romà reflectia l'hospitalitat de Roma davant dels cultes i divinitats dels territoris conquerits. Originalment eren poques les festivitats religioses. Algunes de les més antigues varen sobreviure fins a la fi de l'imperi pagà, i van preservar la memòria de la fertilitat i els ritus propiciatoris d'un primitiu poble agrícola. Malgrat això, es van introduir noves festes que van assenyalar l'assimilació dels nous déus. Van arribar a incorporar-se tantes festes que els dies festius eren més nombrosos que els feiners.
Existien diverses organitzacions religioses per cada divinitat, amb els seus corresponents sacerdots. Amb el pas dels anys nous déus s'uneixen al culte romà. Entre les festes religioses romanes més importants figuraven les Saturnals, les Lupercals, les Equirria i els Jocs Seculars.
Es va popularitzar extraordinàriament el culte als Genius (força divina engendradora d'abundància, alegria i prosperitat), perquè s'adaptava a les diverses col·lectivitats i va ser una manera de culte als Emperadors. Havia genis propis per les ciutats, colònies, municipis, gremis, classes, comunitats, pobles, aldees, castes (esclaus, lliberts), oficis i professions, i fins a de carrers, places, fonts, portes, etc. Al principi de cada menjar es feien libacions pel Genius de l'emperador, i va transcendir a nivells populars el jurament pel genius de l'emperador o per la divinitat (Numen). En aquesta època els emperadors es van convertir en déus, i fins i tot en parents de déus.
Durant les Festes dels Jocs Seculars es realitzaven tant espectacles atlètics com sacrificis. La tradició deia que s'havien de celebrar un cop cada saeculum (segle), per assenyalar el començament d'un de nou, però en realitat se celebraven més sovint.

### Rituals funeraris
Els romans varen practicar, indistintament, durant tota la seva història, dos rituals d'enterrament, o rituals funeraris: la inhumació i la incineració. Els mites grecs que presentaven Hades (conegut pels romans amb el nom de Plutó) com el déu que exercia el poder sobre els morts al món subterrani eren coneguts pels romans, però només tardanament van ser assumits per un petit sector de l'oligarquia.
Els primitius déus manes es van mantenir entre les creences populars fins a la consolidació del cristianisme, com els déus d'ultratomba. Els manes eren les ànimes dels difunts. El temor als déus manes es traduïa en la dedicació d'ofrenes anuals de flors, llet, vi i mel en les festes de les Parentalia celebrades el 21 de febrer.
Rituals semblants tenien ocasió durant el Novenarium que seguia a tots els enterraments. Existia la creença que els dies de mitjan mes de maig eren un temps en què els fantasmes dels morts es trobaven especialment insatisfets. El Pater familias, les nits del 9, 11 i 13 de maig, havia de recórrer la casa pronunciant conjurs per foragitar-los. El lloc on hi havia dipositat un cadàver era propietat dels déus Manes i tenia caràcter religiós.

### Temples i santuaris

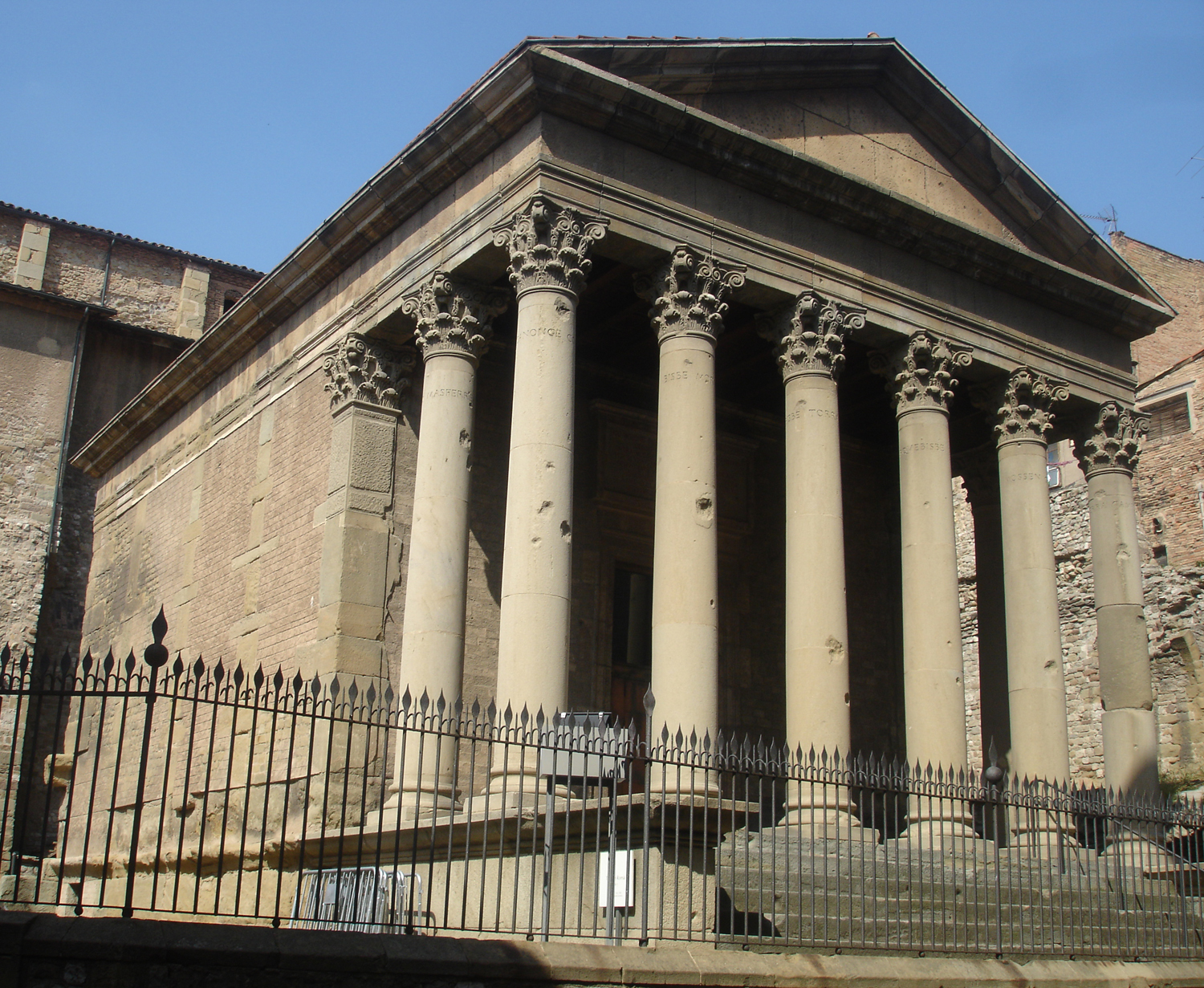
Temple romà de Vic (Osona)

El temple romà és la morada inviolable del déu al qual està consagrat. Només els sacerdots tenien accés al santuari. L'altar, on s'oferien els sacrificis, estava sempre situat davant de l'entrada. A l'interior només hi havia l'estàtua del déu, al voltant de la qual els sacerdots dipositaven les ofrenes dels devots. Generalment només tenien columnes a la façana davantera i eren de planta rectangular. El temple més important era el de la Tríada capitolina (Júpiter, Juno i Minerva) al Capitoli. Tenia un magnífic pòrtic amb tres fileres de sis columnes cadascuna. L'única estàtua humana que el Senat va permetre de posar al Capitoli va ser la d'Escipió l'Africà.
En època d'August en endavant, l'ordre corinti serà l'únic utilitzat per sustentar arquitectònicament els temples, mentre que el jònic i el dòric s'usaven només per decorar.
Els oracles, d'origen oriental, van ser populars a Roma. Al principi de l'Imperi estava en decadència l'oracle d'Ammon a Egipte, gaudint de més predicament els oracles de les Sibil·les de Roma. August va ordenar la confiscació dels Llibres sibil·lins, molts dels quals eren còpies partidistes que interpretaven els oracles a favor d'una tendència determinada. Amb major o menor acceptació van persistir durant tot l'imperi. Amb l'emperador Vitel·li van ser expulsats d'Itàlia, però no cal dubtar que van tornar o no van arribar a sortir.

### Les religions orientals
La superficialitat del culte, que no cobria els desitjos populars de devoció, purificació, expiació, unió a la divinitat i misticisme en general, va motivar un espectacular creixement de les religions orientals: Judaisme, creences egípcies (Isis i Osiris sobretot), les creences de l'Àsia Menor com Cíbele, Bel·lona i Atis (el déu pastor de Frígia que simbolitza la mort i la resurrecció) i el culte a Mitra (d'origen persa, déu de la veritat i de l'amistat, assimilat després al Sol).

## Panteó romà
Entre els déus primitius romans que no tenen correspondència amb els grecs es troben els següents:
- Janus: Déu bifront de les portes i les entrades. El seu nom sembla que està relacionat amb la paraula llatina ianua, que vol dir "porta"
- Pales: Deessa del pasturatge i protectora del Palatí. Les seves festes eren les Palília, en les quals els pastors encenien fogueres i saltaven per damunt d'elles.
- Portumnus: Déu marí que té a càrrec seu els ports. A Roma se celebraven en honor seu les festes Portumnàlia.
- Consus: Tenia un altar sota el Circ Màxim de Roma. A les seves festes, les Consuàlia, els animals de càrrega (cavalls, ases...) no treballaven i eren coronats amb flors.

Al segle vi aC es va construir el primer gran temple al Capitoli, dedicat a Júpiter, i es va crear també l'anomenada tríada capitolina, formada per Júpiter (rei del cel), Juno (deessa protectora del matrimoni i de la família) i Minerva (deessa de l'art i la ciència). Aquesta tríada constituïa el culte públic dels romans.
Al costat del culte públic, els romans tenien un culte privat o familiar que es basava en la creença de la immortalitat de l'ànima humana.
Els déus familiars eren els següents:
- Penats: Divinitats de les provisions. Eren representats amb estatuetes. Tenien un altar a l'atri de la casa anomenat sacrarium
- Lars: Divinitats protectores de la casa. Tenien un altar a l'atri de la casa anomenat lararium, on hi havia un petit foc.
- Manes: Representaven les ànimes dels morts. Quan moria un familiar, li feien una màscara amb cera que es conservava al lararium.

No només hi havia la mitologia romana com a component de la religió de l'antiga Roma sinó que hi va haver influències d'altres més com la religió o mitologia de l'antic Egipte, a més del fet que hi va haver altres religions que van conviure amb la que era la oficial de l'imperi com el judaisme o el cristianisme.

### Incorporació de divinitats estrangeres

El naixement de Venus
(Botticelli)

A la religió romana dels primers temps se'n van anar afegint cultes i déus estrangers. Així entre altres destaquen: 
- Els Lascivus, genis bons, d'origen etrusc.
- Minerva, deessa de la memòria, la raó, el càlcul i la invenció, també d'origen etrusc.
- Càstor i Pòl·lux, déus dels navegants.
- Esculapi, déu de la salut.
- Mercuri, déu del comerç.
- Líber, divinitat itàlica de caràcter agrari.
- Plutó, déu dels abismes.
- Prosèrpina, la que fa germinar.
- Diana, deessa de la caça.
- Neptú, déu del mar.
- Vulcà, déu dels llamps.
- Apol·lo o Aperta, déu benefactor que cura les malalties.

Amb el pas dels anys es van unir nous déus al culte romà. Entre ells:
- Argentinus, déu de la plata, que era fill d'Aesculanus, déu del bronze, el culte del qual era més antic.
- Afrodita, la nova versió mitològica grega de la romana Venus.
- Aruspides, d'origen etrusc.

## Sacerdots a l'Antiga Roma
A Roma els sacerdots principals (Flamines maiores) eren els dos sacerdots que rendien culte a Mart i a Júpiter, i s'elegien entre les millors famílies de la ciutat. Per al seu manteniment els diversos temples disposaven de terres pròpies, i comptaven a més amb els ingressos procedents dels dipòsits judicials.
Els sacerdots (Flamines) tenien per objecte el culte. Al costat d'ells estaven els endevins (àugurs) que interpretaven el vol de les aus i altres senyals considerades signes enviats pels déus (el que els permetia endarrerir certs actes si declaraven que els auspicis no eren favorables i fins podien aconseguir l'anul·lació de votacions, cosa que els feia molt influents). I finalment hi havia els Pontífexs (literalment els constructors de ponts) que establien el calendari, els dies de festa, els dies propicis, les solemnitats, els dies de culte i els destinats a la justícia; i concedien la paraula en reunions i altres actes. Amb el temps els pontífexs van ser els guardians suprems del culte i els seus annexos. El Col·legi dels Pontífexs era elegit entre personatges respectats per tots. El nomenament dels sacerdots, antiga funció de la monarquia, va correspondre des de l'inici de la República al Col·legi dels Pontífexs (que va tenir també la jurisdicció sobre les sacerdotesses de Vesta). El Col·legi també designava al Pontifex Maximus, un pontífex suprem que prenia certes mesures domèstiques i disciplinàries que convenia que fossin adoptades per una sola persona.
Una altra institució vinculada a la religió era la dels Fecials o "missatgers de l'Estat", que perpetuaven per tradició oral els tractats concertats amb altres ciutats, emetien dictàmens sobre violacions i sobre drets relatius als tractats.

## Organitzacions religioses i festivitats

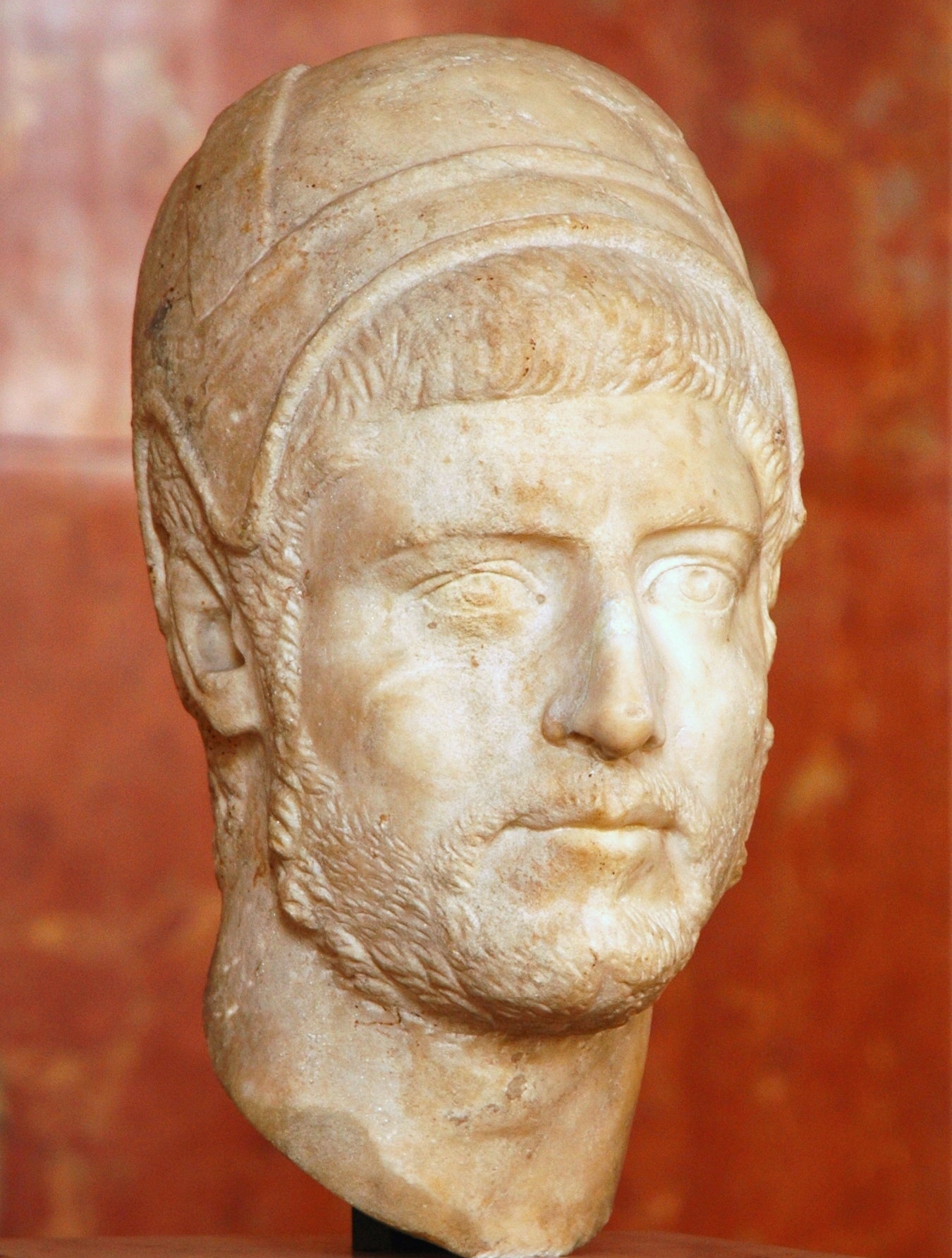
Un flamine
(Museu del Louvre)

Existien diverses organitzacions religioses per a cada divinitat, amb els seus corresponents sacerdots.
Al déu Mart corresponia el Flamen martialis, el sacerdot de Mart, mentre que els joves que ballaven i cantaven la dansa de les armes eren els Salii o saltadors. El déu Quirí tenia també el seu sacerdot (Flamen Quirinalis) i un grup de joves dansaires, els Salis Colini. Hi havia també els germans dels Camps (Frates Arvales) encarregats de demanar en el mes de maig els favors de la deessa de la fecunditat, Dea o Ceres, i els sacerdots encarregats de la vigilància dels focs sagrats de cada cúria, els Flamines curialis. I molts d'altres.
Se celebraven diverses festivitats, entre les quals destaquen:
- La Lupercàlia o festa del llop, en honor del déu dels socors, Faunus; els dansaires eren els Luperci, un déu pastoral dels ítals. La festa se celebrava el 15 de febrer a la cova del Lupercal al mont Palatí, on se suposava que una lloba havia donat mamar als llegendaris fundadors de Roma, els bessons Ròmul i Rem.
- La festa d'Hèrcules, amb les confraries dels Poticians i els Pinarians
- La festa de Júpiter Capitoli que tenia per sacerdot el Flamen Dialis i tènia caràcter vitalici.
- Les Festes Saturnals se celebraven durant set dies, del 17 al 23 de desembre, durant l'inici del solstici d'hivern. Tota l'activitat econòmica s'aturava, els esclaus recuperaven momentàniament la seva llibertat, hi havia intercanvi de regals i es respirava per tot arreu un ambient d'alegria.
- Les Festes equirria era un festival en honor de Mart. Se celebrava el 27 de febrer i el 14 de març, tradicionalment l'època de l'any en què es preparaven noves campanyes militars. Al Camp de Mart es feien curses de cavalls, element que definia la celebració.
- La Neptunàlia en honor de Neptú.

Les festes en honor de Roma estaven presidides per sis verges anomenades Vestals. La principal festa romana eren els Jocs (Ludi Romani, Ludi maximi o Ludi Magni), costum importat d'Etrúria. Per dates podem destacar:
- La festa de Mart se celebrava de l'1 al 23 de març
- Fordicídia o la festa de Tellus, deessa dels camps sembrats, que era el 15 d'abril
- Cereàlia o festes de Ceres, el 19 d'abril
- Palília, dedicada al déu dels ramats Pales, que se celebrava el 21 d'abril
- Altres festes eren les Vinalia (23 d'abril), les Robigàlia (25 d'abril), les Saturnalia (17 de desembre) i les Compitàlia.

## La Roma Imperial

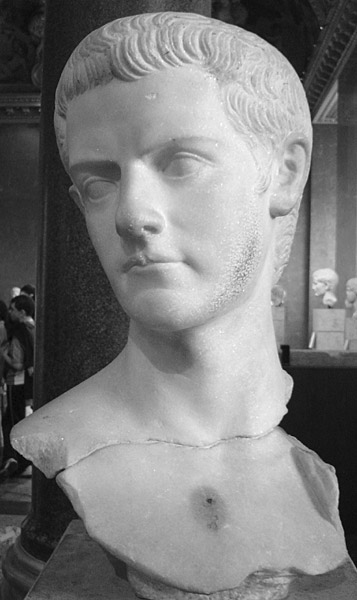
Calígula
(Museu del Louvre)

### El culte a l'emperador
A l'època imperial, Júpiter, Juno i Minerva eren els déus principals. Però es va popularitzar extraordinàriament el culte als Genius, una força divina engendradora d'abundància, alegria i prosperitat, ja que s'adaptava a les diverses col·lectivitats i també va ser un tipus de culte vers els emperadors. Havia genis propis per a les ciutats, colònies, municipis, gremis, classes, comunitats, pobles, aldees, castes (esclaus i lliberts), oficis i professions, i també de carrers, places, fonts, portes, etc. Va anar creixent el culte als emperadors i al principi de cada menjar es feien libacions pel genius de l'emperador, i es va generalitzar a nivell popular el jurament per l'emperador.
En aquesta època els emperadors es van convertir en déus, per exemple August va passar a ser Divus Augustus i Juli Cèsar Divus Iulius. Fins i tot alguns emperadors es van atribuir ser parents de déus, com Domicià que es va titular fill de Minerva, o Calígula que es feia anomenar germà de Júpiter. Aquest culte imperial, associat al de la deessa Roma, va portar a la formació en diverses ciutats i municipis de col·legis sacerdotals consagrats a l'emperador en les Augustals, unes dates especials en el mes d'octubre. La participació en el culte va arribar a ser símbol de la lleialtat a l'imperi. Un incendi arrasà bona part de Roma en 191 i es convertí en pretext per a l'intent de Còmmode de refundar la religió de l'antiga Roma.

### Aparició de les religions orientals
La superficialitat del culte, que no cobria els desitjos populars de devoció, purificació, expiació, unió a la divinitat i misticisme en general, va motivar un espectacular creixement de les religions orientals: 
- Judaisme.
- Creences egípcies, principalment a Isis i Osiris.
- Creences de l'Àsia Menor com Cibeles, Bel·lona i Atis, el déu Pastor de Frígia que simbolitza la mort i la resurrecció.
- El culte a Mitra, d'origen persa i hindú, déu de la veritat i de l'amistat, assimilat després al Sol.

Precisament el culte a Mitra es va difondre al nord-oest de la Tarraconense, segurament a causa de la permanència de la Legió VII Gèmina a l'actual Lleó i a la difusió realitzada per legionaris que tornaven després de servir a la zona danubiana on el culte estava més estès. Les seves similituds amb el cristianisme van poder afavorir l'extensió d'aquest culte.

## Cristianisme a l'Imperi Romà
Els primers cristians, generalment humils, van ser perseguits però amb el temps van arribar a tenir molta influència a l'imperi, fins a arribar a ser decretada com a religió oficial després d'haver estat un costum entre les últimes generacions d'emperadors romans el fet de declarar-se cristians.
I bufant nous vents, ara la religió perseguida va ser l'antic politeisme mitològic en el qual es basava la religió oficial de l'antiga Roma. Registrant-se històriques persecucions i destruccions de temples romans.
Quan Jesucrist va néixer l'Imperi Romà es trobava en el seu apogeu i dominava tot el Mediterrani. Al principi el cristianisme entrà en conflicte amb la religió tradicional romana però acabà essent la religió oficial de l'Imperi Romà. Durant els seus primers anys, el cristianisme va passar de ser un cristianisme jueu a una religió estesa en tot el món grecoromà i més enllà.
El cristianisme primitiu es pot dividir en dues fases diferents: el període apostòlic, quan els primers apòstols eren vius i lideraven l'Església, i el període post-apostòlic quan es va desenvolupar una incipient estructura episcopal, i la persecució va ser periòdicament més intensa. La persecució dels cristians a l'Imperi Romà va acabar l'any 313 sota el regnat de Constantí I el Gran, que l'any 325 va convocar el Primer Concili de Nicea, l'inici del període dels primers set concilis ecumènics.

### Introducció del cristianisme

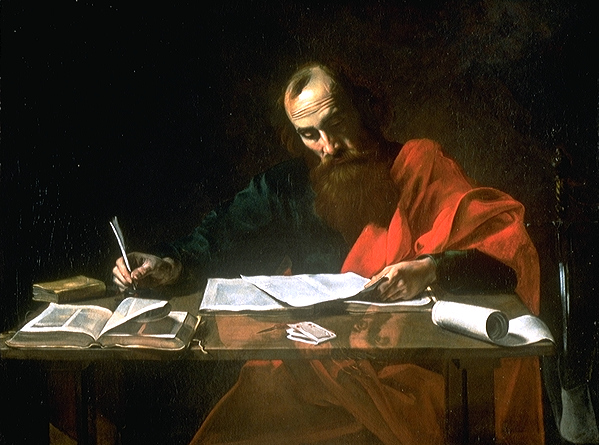
Sant Pau escrivint les Epístoles, obra de Valentin de Boulogne o Nicolas Tournier (Houston, Blaffer Foundation).

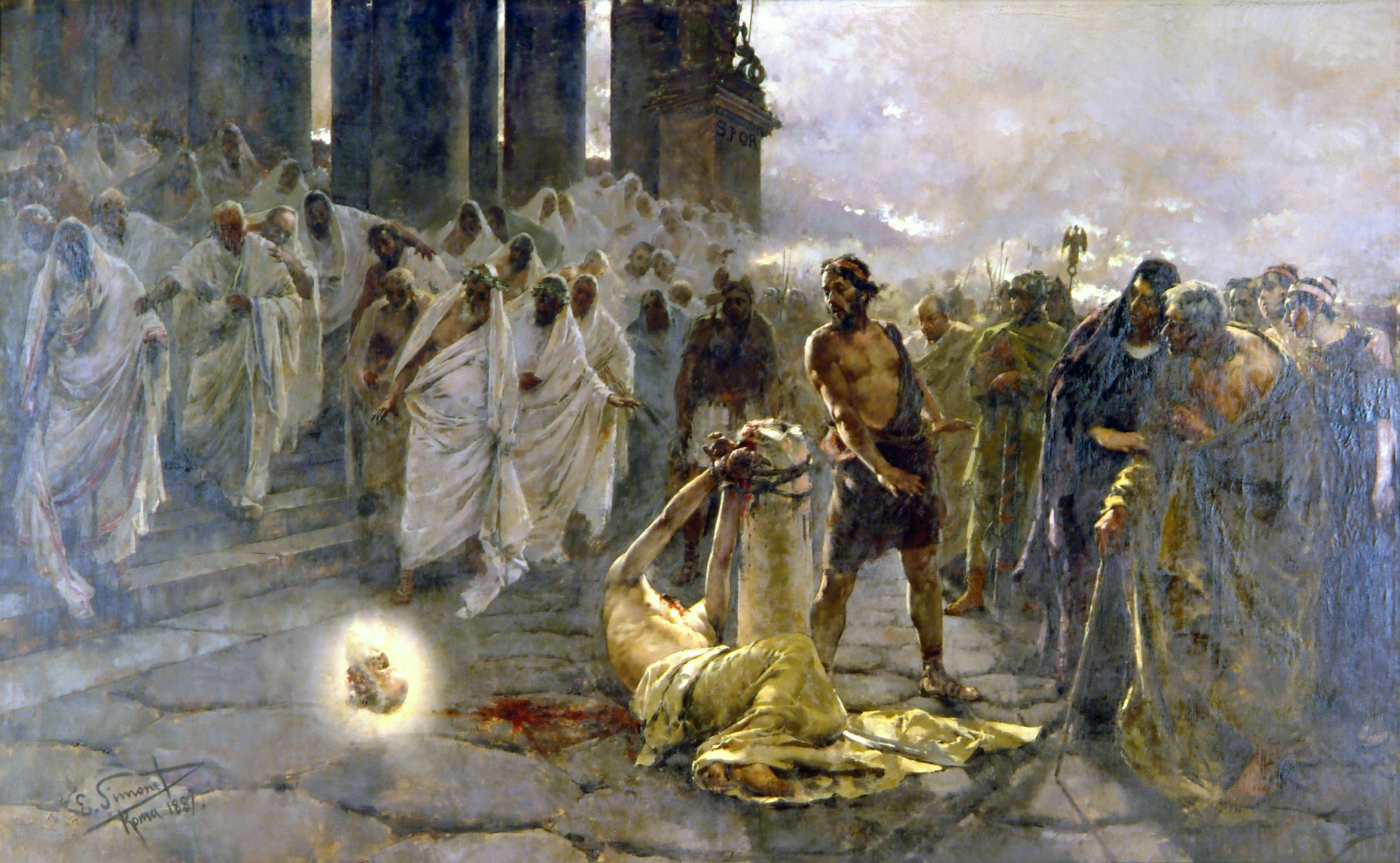
Decapitació de Sant Pau per Enric Simonet, 1887.

Els cristians s'oposaven als déus romans (fins i tot a l'emperador divinitzat), als seus temples, cultes i ritus tradicionals, i van despertar l'aversió popular, però en general s'havia tractat de reintegrar-los a la societat, obligant-los a abjurar i a efectuar sacrificis als déus. Septimi Sever va prohibir l'any 202 la conversió al cristianisme i al judaisme i va desencadenar persecucions. Maximià es va dirigir contra els seus caps. Deci va ordenar una persecució general, i manava que es fessin sacrificis als déus: els cristians que els van fer, van salvar la vida però els que es van negar van ser executats. Però la religió romana ja no podia competir amb èxit amb religions com el cristianisme, més adaptada als desitjos profunds de la societat i als nous temps.
La societat romana, basada en la desigualtat personal i la perfecció de l'Estat, estava en inferioritat enfront d'una doctrina que predicada la igualtat moral i buscava la perfecció personal. Destruïda l'aristocràcia governant, i en una situació de violència i anarquia, on la legalitat no era respectada per gairebé ningú, on una fiscalitat angoixant impedia qualsevol progrés econòmic individual, una doctrina que predicava que aquests mals eren d'aquest món, però que qui cregués en el seu déu tindria assegurat el pas a una altra vida plena de felicitat, havia de prosperar necessàriament. A més els cristians predicaven sovint amb l'exemple: fundaven institucions de beneficència, gràcies als donatius dels conversos rics (alguns dels quals renunciaven a la seva riquesa seguint els ensenyaments primitius del cristianisme). El cristianisme predicava també la renúncia a tots els càrrecs i honors públics, cosa ben acollida pels dirigents locals de les ciutats, que una vegada convertits arrossegaven a la població. Finalment el cristianisme desautoritzava el servei en l'exèrcit, predicava la pau i no permetia el combat, i això atreia també a certes capes de la població.
La religió romana havia aconseguit sempre identificar els déus locals amb els seus propis déus. A mitjans del segle iii, les denominacions populars, mantingudes bàsicament per les capes humils de les ciutats i pels camperols, van reaparèixer. Així va ocórrer entre els gals (Mercuri va tornar a ser Teutatès, Júpiter va tornar a ser Taranis, etc.) i segurament la situació seria similar en altres llocs. A mitjans del segle iii es va produir el martiri de Sadurní primer bisbe de Tolosa. A la mateixa època es constaten bisbats a més de a Tolosa, a Lió, Viena, París, Reims i Tours, a les Gàl·lies.
La relaxació dels costums morals, que el cristianisme combatia, va ser també objecte de l'atenció dels Emperadors pagans, i així sabem que el 247 l'àrab Felip, emperador romà, promulgà un edicte que establia penes per a aquells que es dedicaven a la sodomia.
Cap al 274 l'emperador Aurelià va establir el culte del déu Sol (Sol Invictus) com a principal déu de l'imperi, segurament en un intent de frenar l'ascens de les sectes orientals, entre elles la dels cristians, i segurament amb la pretensió d'aglutinar energies per a la recuperació.

### Establiment de l'ortodòxia romana

Extensió del cristianisme el 325
Extensió del cristianisme el 600

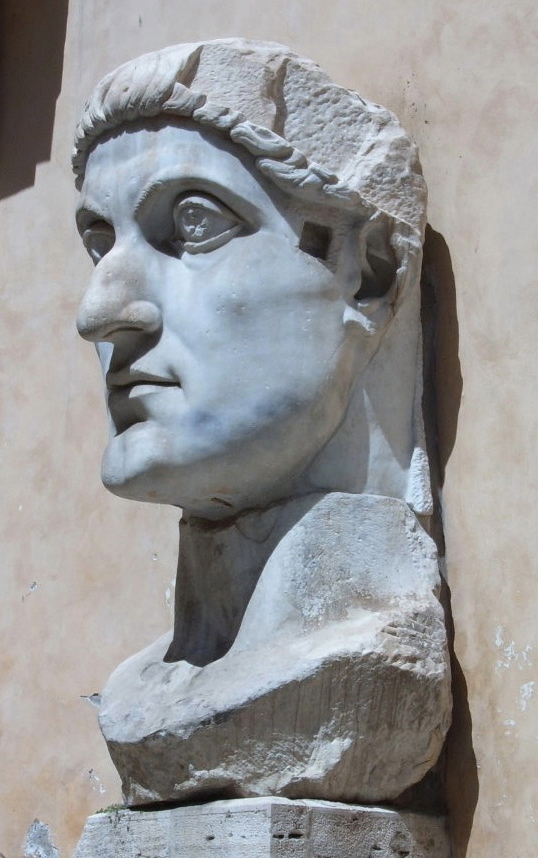
Cap de la colossal estàtua de Constantí al Musei Capitolini

Galeri, que anteriorment havia estat una de les figures més destacades en la persecució dels cristians, l'any 311 va emetre un edicte que va posar fi a la persecució de Dioclecià al cristianisme Quan es van aturar les persecucions dels cristians, Galeri va regnar durant uns altres dos anys. El va succeir llavors un emperador amb destacades inclinacions pro cristianes, Constantí I el Gran.
L'emperador Constantí I va ser introduït al cristianisme per la seva mare, Helena. A la batalla del Pont Milvi l'any 312, Constantí va ordenar a les seves tropes que adornessin els seus escuts amb el símbol cristià d'acord amb la visió que havia tingut la nit anterior. Després de guanyar la batalla, Constantí va ser capaç de reclamar l'Imperi Romà d'Occident
Fins a quin punt va adoptar Constantí el cristianisme en aquest moment és difícil de discernir. Les monedes romanes encunyades fins a vuit anys posteriors a la batalla encara mostraven les imatges dels déus romans. Però l'adhesió de Constantí va ser un punt d'inflexió per a l'església cristiana. Després de la seva victòria, Constantí va recolzar financerament a l'Església, va construir basíliques i concedí diversos privilegis (per exemple, l'exempció de certs impostos) al clergat, va promoure als cristians a llocs de responsabilitat, i va retornar els béns confiscats durant la Gran Persecució de Dioclecià. Entre el 324 i el 330, Constantí va construir, pràcticament des de zero, una nova capital imperial que va ser batejada amb el seu nom: Constantinoble. Tenia una arquitectura obertament cristiana, hi havia esglésies dins dels murs de la ciutat, i no tenia temples pagans. D'acord amb el costum imperant, Constantí va ser batejat en el seu llit de mort.

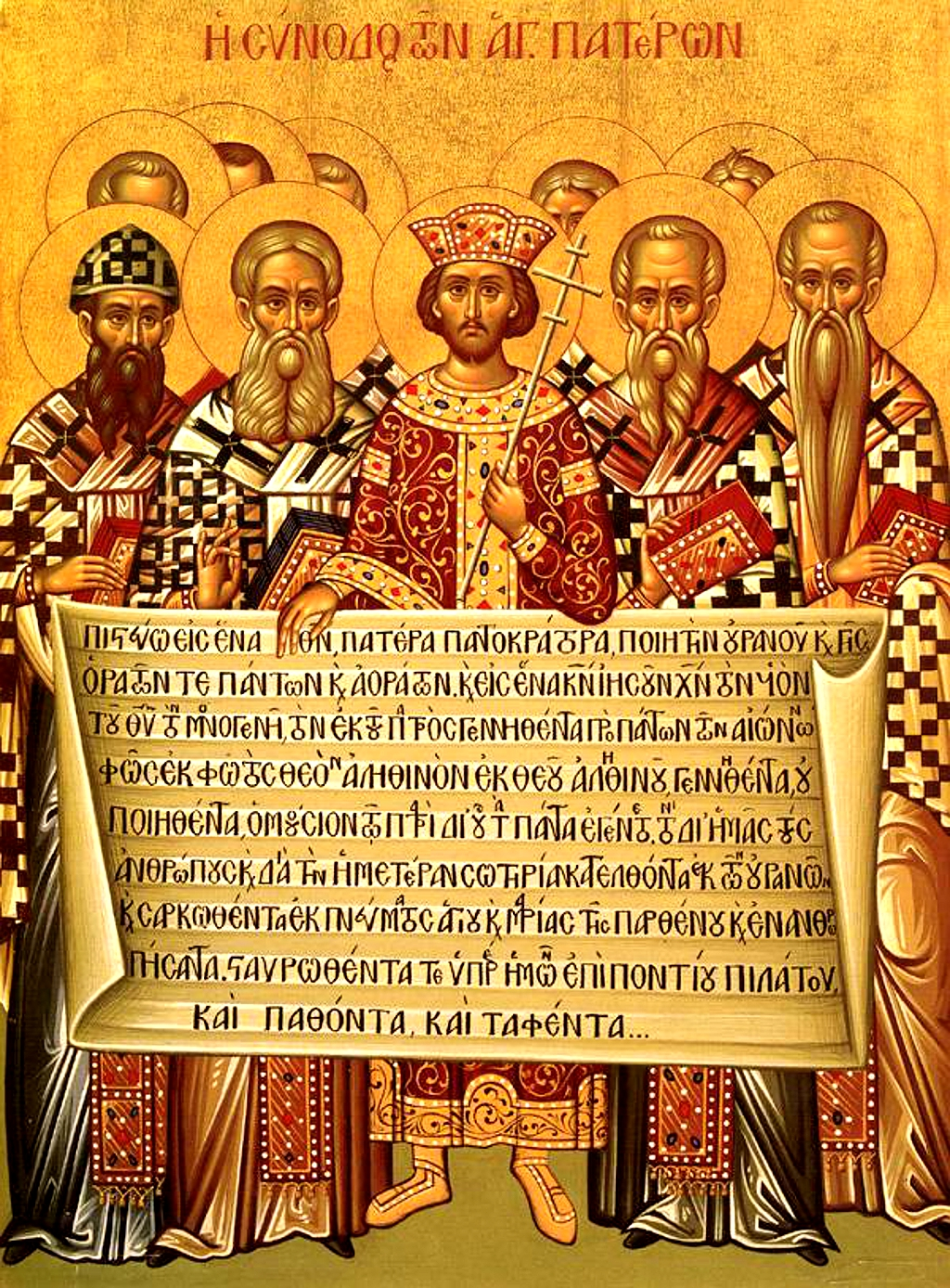
Icona que representa l'emperador Constantí (centre) i els bisbes del Primer Concili de Nicea (325) sostenint el Credo de Nicea en la forma donada més tard en el Primer Concili de Constantinoble (381), amb les modificacions per al seu ús en la litúrgia grega.

Constantí també va tenir un paper actiu en el lideratge de l'Església. L'any 316, va actuar com a jutge en una disputa al nord d'Àfrica sobre la controvèrsia donatista. Més important encara, l'any 325 va convocar el Concili de Nicea, el primer Concili Ecumènic, per tractar sobretot de la controvèrsia arriana, i que promulgaria també el Credo de Nicea, que entre altres coses professava una creença en «Una Santa Església Catòlica Apostòlica». Constantí va establir així un precedent per a l'emperador, com a responsable de Déu per a la salut espiritual dels seus súbdits, i així amb el deure de mantenir l'ortodòxia. L'emperador havia de fer complir la doctrina, eliminar de soca-rel l'heretgia, i defensar la unitat eclesiàstica.
El fill i successor de Constantí, conegut com a Julià l'Apòstata, va ser un filòsof que, en convertir-se en emperador, va renunciar al cristianisme i va abraçar una neoplatònica i mística forma de paganisme, que escandalitzà la comunitat cristiana. Va començar a reobrir temples pagans, i intentà de restablir el prestigi de les antigues creences, que va modificar per fer-les semblants a les tradicions cristianes, com ara l'estructura episcopal i la caritat pública (fins aleshores desconeguda en el paganisme romà). El breu regnat de Julià va acabar quan ell va morir mentre feia campanya a Occident.
Més tard, els Pares de l'Església van escriure volums de textos teològics, incloent-hi Agustí d'Hipona, Gregori de Nazianz, Ciril de Jerusalem, Ambròs de Milà, Jeroni d'Estridó, i altres. Alguns d'aquests pares, com Joan Crisòstom i Atanasi, va patir l'exili, la persecució o el martiri pels emperadors romans d'Orient arians.

### Concilis ecumènics
Durant aquesta època es van convocar diversos concilis ecumènics, que es van centrar majoritàriament en les disputes cristològiques. Els dos Concilis de Nicea (325, 382) va condemnar com a heretgia els ensenyaments arrians i van produir el Credo de Nicea. El Concili d'Efes va condemnar el nestorianisme i va afirmar que Maria és Theotokos ('portadora de Déu' o 'Mare de Déu'). El Concili de Calcedònia afirmà que Crist tenia dues naturaleses, totalment Déu i totalment home, diferents però sempre en perfecta unió. Per tant, va condemnar el monofisisme i seria influent en la refutació del monotelisme. No obstant això, no tots els grups cristians van acceptar les conclusions de tots els concilis, per exemple el nestorianisme i l'Església Assíria Oriental dividida al Concili d'Efes de 431, i les Esglésies ortodoxes orientals dividides pel Concili de Calcedònia de 451.

### Cristianisme com a religió de l'estat romà
El 27 de febrer de l'any 380, amb l'Edicte de Tessalònica proposat per Teodosi I el Gran, l'Imperi Romà va adoptar oficialment el cristianisme trinitari com a religió d'Estat. Abans d'aquesta data, Constanci II (337-361) i Valent (364-378) havien afavorit personalment formes arrianes o semiarrianes del cristianisme, fins que el successor de Valent, Teodosi I, va donar suport a la doctrina trinitària tal com s'exposava en el Credo de Nicea
Després de la seva creació, l'Església va adoptar les mateixes fronteres organitzatives que l'Imperi: províncies geogràfiques, anomenades diòcesi, que corresponen a la divisió territorial governamental. Els bisbes, que es trobaven instal·lats en els grans centres urbans, com durant la pre-legalització, supervisaven així cada diòcesi. La ubicació del bisbe era el seu "seient", o "seu". Entre les seus, cinc van arribar a tenir preeminència especial: Roma, Constantinoble, Jerusalem, Antioquia i Alexandria. El prestigi de la majoria d'elles depenia en part dels seus fundadors apostòlics, dels quals els bisbes n'eren els successors espirituals. Si bé el bisbe de Roma es va mantenir com un Primus inter pares, Constantinoble va ser segona en precedència com a nova capital de l'imperi.
Teodosi I va decretar que els que no creien en la preservada "tradició fidel", com ara la Trinitat, havien de ser considerats practicants d'heretgia il·legal, i l'any 385, el resultat va ser el primer cas de pena de mort d'un heretge, anomenat Priscil·lià.